# Alicia Fox
Alicia Fox, de son vrai nom Victoria Elizabeth Crawford , née le 30 juin 1986 à Ponte Vedra Beach, est un mannequin et une catcheuse (lutteuse professionnelle) américaine. Elle travaille actuellement à la Total Nonstop Action Wrestling sous le nom de Victoria Crawford.
Elle est connue pour son travail à la World Wrestling Entertainment de 2006 à 2023.
D'abord mannequin, elle signe un contrat avec la WWE en 2006. Elle intègre alors l'Ohio Valley Wrestling puis la Florida Championship Wrestling qui sont des clubs-école de la WWE. En 2008, elle incarne à SmackDown l'organisatrice du mariage entre Edge et Vickie Guerrero puis est la valet de DJ Gabriel. Elle a remporté son premier titre, le championnat des Divas en 2010, devenant la première afro-américaine à remporter le titre.

## Carrière de mannequin
Crawford commence à poser comme mannequin dès l'âge de 17 ans notamment pour la marque de maillot de bain Venus Swimwear.

## Carrière de catcheuse

### World Wrestling Entertainment (2006-2023)

#### Ohio Valley Wrestling et Florida Championship Wrestling (2006-2008)
C'est en consultant un catalogue de mannequin que John Laurinaitis, alors vice-président de la World Wrestling Entertainment (WWE) chargé de la relation avec les catcheurs découvre Crawford. Il la contacte et parvient à la convaincre de signer un contrat avec la WWE.
Elle rejoint l'Ohio Valley Wrestling (OVW), le club-école de la WWE dans le Kentucky, où elle s'entraîne. Elle y fait son premier match sous le nom de Tori au cours de l'enregistrement de l'émission du 9 septembre où elle est une des participantes d'une bataille royale pour le championnat féminin de l'OVW qu'O.D.B. conserve.
En septembre 2007, elle quitte le Kentucky pour la Floride et la Florida Championship Wrestling (FCW), un autre club-école qui appartient à la WWE, où elle lutte sous son véritable nom. Pour son premier combat au sein de cette fédération le 25 septembre, elle fait équipe avec Nattie Neidhart et elles battent les Bella Twins. Début 2009, elle participe au tournoi pour désigner la première Reine de la FCW où elle élimine Jenny Cash le 24 janvier puis Tiffany en demi finale le 15 février avant de perdre en finale face à Angela (en) la semaine suivante.

#### Débuts à SmackDown (2008-2009)
Crawford a débuté le 13 juin 2008 à SmackDown où elle incarne l'organisatrice du mariage de Vickie Guerrero et Edge. Crawford sera rebaptisée Alicia Fox par la suite.
Le 18 juillet, peu après le mariage d'Edge et de Vickie Guerrero, des segments montrent qu'Alicia et Edge entretenaient une relation adultère. Par la suite, elle est intervenue lors du main event de The Great American Bash 2008, quand elle a tenté d'aider Edge à remporter le titre de champion de la WWE contre Triple H. Cependant, Vickie Guerrero est intervenue et s'en est pris à Alicia.
Lors du draft de 2008, elle est envoyée à l'ECW. Pendant un an, elle accompagnera DJ Gabriel dans une gimmick de danseuse et effectue du même coup un face turn. Elle combat alors dans quelques matchs contre Katie Lea Burchill.
Le 15 avril 2009, elle est envoyée à SmackDown lors du draft supplémentaire. Elle effectue un Heel turn en devenant l'élève de Michelle McCool et en combattant souvent en équipe avec cette dernière, notamment contre Gail Kim et Melina[réf. nécessaire].

#### Draft àRawet Divas Champion (2009-2010)

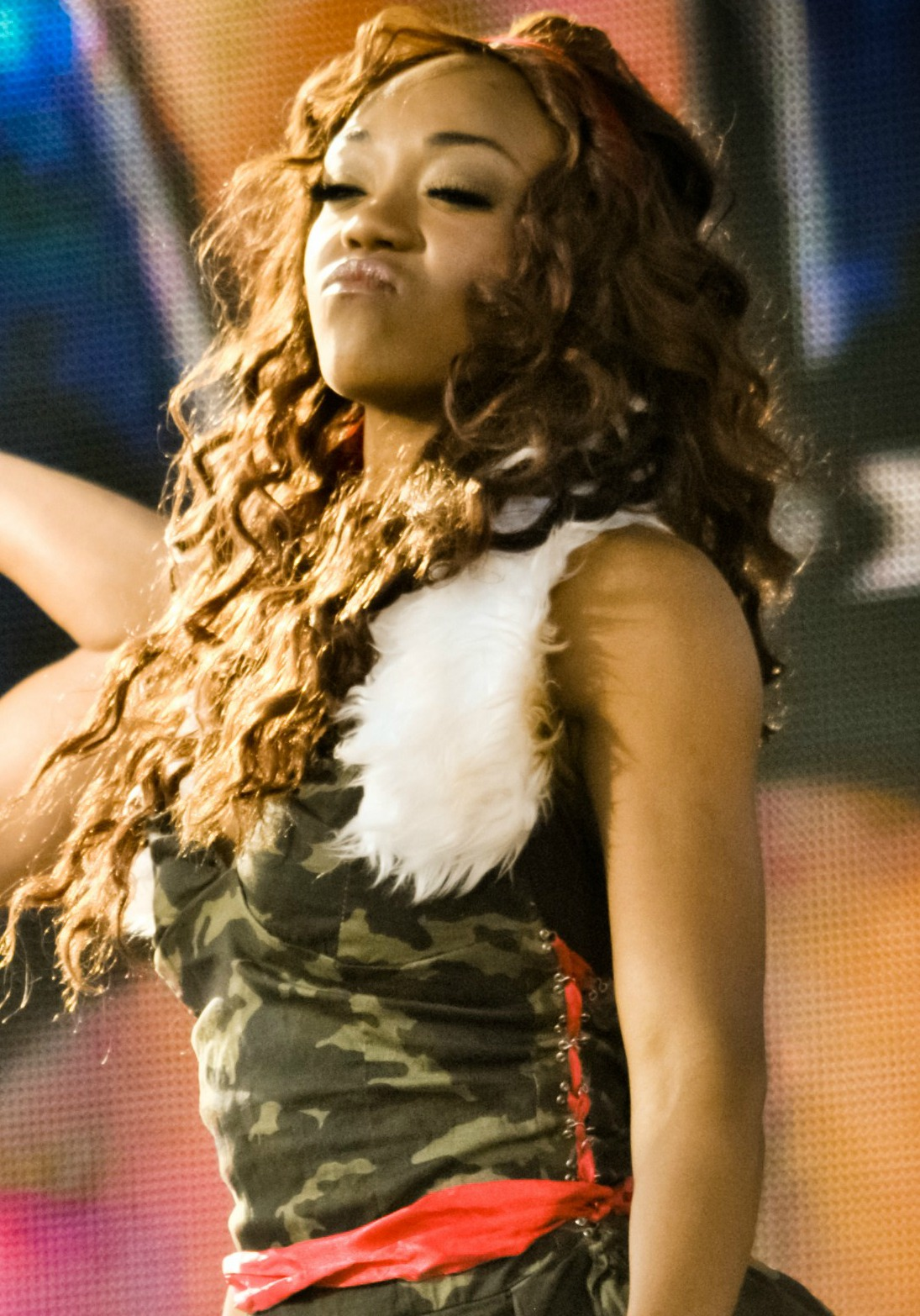
Alicia Fox lors du WWE Tribute to the Troops en décembre 2010.

Le 29 juin, elle est envoyée à RAW. Pour sa première apparition à RAW, elle fait équipe avec la championne des Divas de l'époque, Maryse. Elles perdent un tag team match contre Gail Kim et Mickie James. En septembre de la même année, elle devient prétendante numéro 1 au titre de Mickie James. La semaine suivante, elle accompagnera Rosa Mendes pour le combat entre celle-ci et Mickie James.
Le 28 mars 2010 à WrestleMania XXVI, elle gagne avec LayCool, Maryse et Vickie Guerrero contre Beth Phoenix, Eve Torres, Gail Kim et Kelly Kelly et Mickie James.
Le 20 juin, à Fatal 4-Way, elle remporte le Championnat des Divas face à Eve Torres, Maryse et Gail Kim. Lors de Money in the Bank, elle conserve son titre contre Eve Torres. À SummerSlam, elle perd son titre contre Melina.
Elle est ensuite annoncée comme la pro de Maxine dans la saison 3 de NXT.

#### Diverses rivalités (2011-2015)
Lors du draft supplémentaire en avril 2011, Alicia Fox est draftée vers SmackDown. Elle fait son premier match à SmackDown depuis 2009 en perdant contre Layla. Après ce match elle se fait attaquer par Kharma et elle se blesse à l'épaule. Elle fait son retour le 27 mai en gagnant avec Tamina Snuka contre Kaitlyn et AJ Lee.
Le 29 janvier 2012 lors du Royal Rumble, elle perd un match par équipe en compagnie d'Eve Torres, Tamina Snuka et Kelly Kelly contre les Bella Twins, Beth Phoenix et Natalya.
Elle effectue un Tweener Turn le 10 septembre à RAW en faisant équipe avec Beth Phoenix et Natalya contre Layla, Kaitlyn et Eve Torres, match que son équipe perd.
Lors de TLC, elle ne remporte pas la bataille royale de Divas spécial "Noël" pour déterminer l'aspirante no 1 au titre des Divas.
Le 19 janvier 2013 à Saturday Morning Slam, elle perd contre Natalya.
Le 6 septembre à SmackDown, elle effectue un Heel Turn en passant une alliance avec Aksana, Layla et AJ Lee contre les vedettes de la télé-réalité Total Divas: Natalya, Naomi, Cameron et les Bella Twins, et elles interrompent le match de Brie Bella contre Naomi en les attaquant. Lors de Night of Champions, elle, Layla et Aksana décident de ne plus être la petite armée de AJ Lee.
Aux Survivor Series, l'équipe des True Divas dont Alicia Fox fait partie perd contre celle des Total Divas dans un match par équipe traditionnel à élimination.
Le 6 avril 2014 à WrestleMania XXX, elle perd le Vickie Guerrero Divas Championship Invitational match. Lors de Payback, elle perd face à Paige et ne remporte pas le Divas Championship. Lors des Survivor Series, elle gagne le match par équipe traditionnel à élimination dans l'équipe de Natalya contre celle de Paige.

#### Alliance avec les Bella Twins (2015-2016)
En juin 2015, Alicia Fox commence à faire équipe avec Brie et Nikki Bella. Lors de Battleground, Alicia Fox accompagne avec Nikki Bella , Brie Bella qui perd contre Sasha Banks et Charlotte dans un Triple Threat match que Charlotte remporte. Lors de Summerslam, elle est dans la Team Bella qui perd contre la Team PCB dans un Elimination Tag Team match.
En octobre, Nikki se blesse au cou et doit s'absenter pendant plusieurs mois, mais Fox continue de faire équipe avec Brie.
Après la disparition de la Team Bella, Fox fait équipe avec Brie contre la Team B.A.D. (Naomi & Tamina) le 14 mars à RAW, où les deux ont perdu après une distraction fournie par Lana, elle effectue un Face Turn.
Le 3 avril 2016 à WrestleMania 32, elle gagne avec la Team Total Divas face à la Team B.A.D. et Blonde.

#### Diverses rivalités (2016-2018)
Le 25 septembre lors du pré-show de Clash of Champions, elle perd face à Nia Jax.
Le 22 octobre 2017 à TLC, elle perd contre Sasha Banks par soumission.
Le 19 novembre lors des Survivor Series, son équipe gagne contre celle de SmackDown avec pour seule survivante Asuka (Fox est éliminée par Naomi).
Le 28 octobre 2018 lors du pay-per view WWE Evolution, elle perd avec Mickie James contre Trish Stratus & Lita.
Le 16 décembre à TLC, elle perd avec Jinder Mahal contre R-Truth & Carmella en finale de WWE Mixed Match Challenge.

#### Diverses apparitions et départ (2019-2023)
En octobre 2019, son profil est conduit dans la session alumni. Ce qui signifie qu'elle n'est plus à la WWE.
Elle fait une apparition le 4 janvier 2021 à Raw Legends.
Le 30 janvier, elle fait un retour au Royal Rumble, se faisant éliminer par Mandy Rose. Le même soir, elle remporte le 24/7 Championship mais perdra le titre au profit de R-Truth.
En mars 2023, elle est officiellement libérée de son contrat avec la WWE.

### Total Nonstop Action Wrestling (2025-...)
Elle fait ses débuts à la TNA lors de TNA Unbreakable le 17 avril 2025, en tant que spectatrice dans le public. Lors d'un match par équipes mixte impliquant Masha Slamovich, Joe Hendry, Frankie Kazarian et Tessa Blanchard, Crawford intervient en distrayant Slamovich, permettant à Blanchard de prendre l'avantage. Cet incident marque le début d'une rivalité avec la championne des Knockouts, Masha Slamovich.

## Palmarès
- World Wrestling Entertainment
  - 1 fois Championne des Divas (20 juin 2010 - 15 août 2010)
  - 1 fois Championne 24/7 de la WWE

- Ohio Valley Wrestling
  - 1 fois Championne féminine (non officiel)[33]

## Récompenses des magazines
- Pro Wrestling Illustrated

| Année | 2010 | 2011 | 2012 | 2013 | 2014 | 2015 | 20162017    | 2018 |
| ----- | ---- | ---- | ---- | ---- | ---- | ---- | ----------- | ---- |
| Rang  | 17   | 43   | 36   | 35   | 25   | 44   | Non classée | 93   |

## Vie privée
- Elle a une sœur, Christina Crawford, qui travaillait à la FCW sous le pseudonyme Caylee Turner, et qui a participé à la saison 2011 de WWE Tough Enough[35].
- Elle a été en couple avec Wade Barrett.
- En octobre 2022, elle se fiance à Michael Fitzgerald[36].